# Théâtre de la Cité-Variétés
Théâtre de la Cité-Variétés bylo divadlo v Paříži. Nacházelo se v ulici Rue Saint-Barthélemy na ostrově Cité ve 4. obvodu.

## Historie
Divadlo bylo postaveno na místě zrušeného kostela svatého Bartoloměje, jehož vnější fasáda zůstala zachována. Podnik byl otevřen pod názvem Théâtre du Palais z důvodu blízkosti Palais de justice a později byl přejmenován na Théâtre de la Cité-Variétés. Divadlo bylo uzavřeno v roce 1806 a nahrazeno tančírnou Bal du Prado. Budova divadla byla stržena v roce 1858 a na místo ní vznikl Tribunal de commerce de Paris.